# Paracheilinus rubricaudalis
Paracheilinus rubricaudalis är en fiskart som beskrevs av Randall och Allen 2003. Paracheilinus rubricaudalis ingår i släktet Paracheilinus och familjen läppfiskar. IUCN kategoriserar arten globalt som livskraftig. Inga underarter finns listade i Catalogue of Life.